# Cutremure în 2013
Aceasta este o listă de cutremure înregistrate de-a lungul anului 2013. Lista cuprinde doar cutremure cu magnitudine mai mare de 6 grade pe scara Richter, exceptând cazurile în care evenimentele seismice se soldează cu pierderi de vieți omenești sau pagube materiale însemnate.

## Comparativ cu alți ani
| Magnitudine cuprinsă între | 2000 | 2001 | 2002 | 2003 | 2004 | 2005 | 2006 | 2007 | 2008 | 2009 | 2010 | 2011 | 2012 | 2013 |
| -------------------------- | ---- | ---- | ---- | ---- | ---- | ---- | ---- | ---- | ---- | ---- | ---- | ---- | ---- | ---- |
| 8 - 9,9                    | 1    | 1    | 0    | 1    | 2    | 1    | 2    | 4    | 0    | 1    | 1    | 1    | 2    | 1    |
| 7 - 7,9                    | 14   | 15   | 13   | 14   | 14   | 10   | 9    | 14   | 12   | 16   | 23   | 19   | 12   | 13   |
| 6 - 6,9                    | 146  | 121  | 127  | 140  | 141  | 140  | 142  | 178  | 168  | 144  | 150  | 185  | 108  | 100  |
| 5 - 5,9                    | 1344 | 1224 | 1201 | 1203 | 1515 | 1693 | 1712 | 2074 | 1768 | 1896 | 2209 | 2276 | 1401 | 1137 |
| Total                      | 1505 | 1361 | 1341 | 1358 | 1672 | 1844 | 1865 | 2270 | 1948 | 2057 | 2383 | 2481 | 1523 | 1251 |

- Sursă: U.S. Geological Survey

## La nivel global

### După numărul de morți
| Rang | Număr de victime | Magnitudine | Epicentru               | Adâncime (km) | Dată          |
| ---- | ---------------- | ----------- | ----------------------- | ------------- | ------------- |
| 1    | 825              | 7,7         | Awaran, Pakistan        | 20            | 24 septembrie |
| 2    | 206              | 7,1         | Catigbian, Filipine     | 7             | 15 octombrie  |
| 3    | 196              | 6,6         | Linqiong, China         | 20            | 20 aprilie    |
| 4    | 95               | 6,0         | Chabu, China            | 10            | 21 iulie      |
| 5    | 48               | 6,1         | Bireun, Indonezia       | 10            | 2 iulie       |
| 6    | 40               | 6,3         | Būshehr, Iran           | 10            | 9 aprilie     |
| 7    | 36               | 7,8         | Khāsh, Iran             | 87            | 16 aprilie    |
| 8    | 27               | 5,5         | Mehtar Lam, Afghanistan | 60            | 24 aprilie    |
| 9    | 16               | 7,9         | Lata, Insulele Solomon  | 20            | 6 februarie   |

- Notă: Cel puțin 10 decese confirmate

### După magnitudine
| Rang | Magnitudine | Epicentru                | Adâncime (km) | Dată          |
| ---- | ----------- | ------------------------ | ------------- | ------------- |
| 1    | 8,3         | Marea Ohotsk, Rusia      | 598           | 24 mai        |
| 2    | 7,9         | Lata, Insulele Solomon   | 20            | 6 februarie   |
| 3    | 7,8         | Khāsh, Iran              | 87            | 16 aprilie    |
| 4    | 7,7         | Awaran, Pakistan         | 20            | 24 septembrie |
| 5    | 7,5         | Craig, Alaska            | 10            | 5 ianuarie    |
| 6    | 7,4         | Vaini, Tonga             | 155           | 23 mai        |
| 7    | 7,3         | Taron, Papua Noua Guinee | 388           | 7 iulie       |
| 8    | 7,2         | Urup, Rusia              | 100           | 19 aprilie    |
| 9    | 7,1         | Lata, Insulele Solomon   | 10            | 6 februarie   |
| 10   | 7,1         | Catigbian, Filipine      | 7             | 15 octombrie  |
| 11   | 7,0         | Lata, Insulele Solomon   | 10            | 6 februarie   |
| 12   | 7,0         | Lata, Insulele Solomon   | 10            | 8 februarie   |
| 13   | 7,0         | Yacuanquer, Columbia     | 134           | 9 februarie   |
| 14   | 7,0         | Enarotali, Indonezia     | 60            | 6 aprilie     |
| 15   | 7,0         | Acari, Peru              | 40            | 25 septembrie |

- Notă: Cel puțin 7 grade pe scara Richter

## După lună

### Ianuarie
- Un cutremur cu magnitudinea 7,5 pe scara Richter a zguduit statul Alaska, pe 5 ianuarie, la o adâncime de 10 km. Cutremurul a determinat emiterea unei avertizări de tsunami pentru zonele de coastă ale Alaskăi și Columbiei Britanice (Canada).
- Un cutremur cu magnitudinea 6,0 pe scara Richter a zguduit Regiunea Sagaing, Myanmar, pe 9 ianuarie, la o adâncime de 99 km.
- Un cutremur cu magnitudinea 6,1 pe scara Richter a zguduit Dorsala Pacifico-Antarctică, pe 15 ianuarie, la o adâncime de 10 km.
- Un cutremur cu magnitudinea 6,0 pe scara Richter a zguduit partea nordică a insulei Sumatra, pe 21 ianuarie, la o adâncime de 2 km. O fetiță de nouă ani a murit după ce casa părinților ei s-a prăbușit. Alte șapte persoane au fost rănite.
- Un cutremur cu magnitudinea 6,1 pe scara Richter a zguduit Provincia Almatî, Kazahstan, pe 28 ianuarie, la o adâncime de 10 km.
- Un cutremur cu magnitudinea 6,8 pe scara Richter a zguduit Regiunea Atacama, Chile, pe 30 ianuarie, la o adâncime de 46 km. O bătrână de 50 de ani din Copiapó a murit din cauza unui atac de cord.
- Un cutremur cu magnitudinea 6,1 pe scara Richter a zguduit Insulele Santa Cruz, pe 30 ianuarie, la o adâncime de 2 km.
- Un cutremur cu magnitudinea 6,1 pe scara Richter a zguduit Insulele Santa Cruz, pe 31 ianuarie, la o adâncime de 10 km.

### Februarie
- Un cutremur cu magnitudinea 6,0 pe scara Richter a zguduit Insulele Santa Cruz, pe 1 februarie, la o adâncime de 10 km.
- Un cutremur cu magnitudinea 6,3 pe scara Richter a zguduit Insulele Santa Cruz, pe 1 februarie, la o adâncime de 10 km.
- Un cutremur cu magnitudinea 6,2 pe scara Richter a zguduit Insulele Santa Cruz, pe 1 februarie, la o adâncime de 18 km.
- Un cutremur cu magnitudinea 6,9 pe scara Richter a zguduit Insula Hokkaido, Japonia, pe 2 februarie, la o adâncime de 100 km.
- Un cutremur cu magnitudinea 6,0 pe scara Richter a zguduit Insulele Santa Cruz, pe 2 februarie, la o adâncime de 10 km.
- Un cutremur cu magnitudinea 6,0 pe scara Richter a zguduit Insulele Santa Cruz, pe 6 februarie, la o adâncime de 10 km.
- Un cutremur cu magnitudinea 7,9 pe scara Richter a zguduit Insulele Santa Cruz, pe 6 februarie, la o adâncime de 20 km. Cel puțin 10 persoane au murit, iar alte șase au fost date dispărute ca urmare a tsunamiului generat de seism. În plus, 17 persoane au fost rănite și 724 de case grav avariate.
- Un cutremur cu magnitudinea 6,2 pe scara Richter a zguduit Insulele Santa Cruz, pe 6 februarie, la o adâncime de 10 km.
- Un cutremur cu magnitudinea 7,1 pe scara Richter a zguduit Insulele Santa Cruz, pe 6 februarie, la o adâncime de 10 km.
- Un cutremur cu magnitudinea 7,0 pe scara Richter a zguduit Insulele Santa Cruz, pe 6 februarie, la o adâncime de 10 km.
- Un cutremur cu magnitudinea 6,1 pe scara Richter a zguduit Insulele Santa Cruz, pe 6 februarie, la o adâncime de 10 km.
- Un cutremur cu magnitudinea 6,0 pe scara Richter a zguduit Insulele Santa Cruz, pe 6 februarie, la o adâncime de 10 km.
- Un cutremur cu magnitudinea 6,1 pe scara Richter a zguduit Insulele Santa Cruz, pe 7 februarie, la o adâncime de 10 km.
- Un cutremur cu magnitudinea 6,7 pe scara Richter a zguduit Insulele Santa Cruz, pe 7 februarie, la o adâncime de 10 km.
- Un cutremur cu magnitudinea 6,9 pe scara Richter a zguduit Insulele Santa Cruz, pe 8 februarie, la o adâncime de 10 km.
- Un cutremur cu magnitudinea 7,0 pe scara Richter a zguduit Insulele Santa Cruz, pe 8 februarie, la o adâncime de 10 km.
- Un cutremur cu magnitudinea 7,0 pe scara Richter a zguduit Departamentul Nariño, Columbia, pe 9 februarie, la o adâncime de 134 km. Opt oameni au fost răniți și peste 258 de locuințe distruse.
- Un cutremur cu magnitudinea 6,6 pe scara Richter a zguduit Insulele Santa Cruz, pe 9 februarie, la o adâncime de 10 km.
- Un cutremur cu magnitudinea 6,1 pe scara Richter a zguduit Insulele Santa Cruz, pe 10 februarie, la o adâncime de 30 km.
- Un cutremur cu magnitudinea 6,6 pe scara Richter a zguduit Iacuția de Nord-Est, Rusia, pe 14 februarie, la o adâncime de 10 km.
- Un cutremur cu magnitudinea 6,2 pe scara Richter a zguduit Insula Mindanao, Filipine, pe 16 februarie, la o adâncime de 94 km.
- Un cutremur cu magnitudinea 6,0 pe scara Richter a zguduit Insula de Nord, Noua Zeelandă, pe 16 februarie, la o adâncime de 206 km.
- Un cutremur cu magnitudinea 4,9 pe scara Richter a zguduit Regiunea Lazio, Italia, pe 16 februarie, la o adâncime de 11 km. O bătrână de 63 de ani a murit în urma unei crize cardiace.
- Un cutremur cu magnitudinea 6,0 pe scara Richter a zguduit Insulele Izu, Japonia, pe 18 februarie, la o adâncime de 33 km.
- Un cutremur cu magnitudinea 6,1 pe scara Richter a zguduit Provincia Santiago del Estero, Argentina, pe 22 februarie, la o adâncime de 588 km.
- Un cutremur cu magnitudinea 6,8 pe scara Richter a zguduit Insulele Kurile, Rusia, pe 28 februarie, la o adâncime de 60 km.

### Martie
- Un cutremur cu magnitudinea 6,3 pe scara Richter a zguduit Insulele Kurile, Rusia, pe 1 martie, la o adâncime de 56 km.
- Un cutremur cu magnitudinea 6,5 pe scara Richter a zguduit Insulele Kurile, Rusia, pe 1 martie, la o adâncime de 50 km.
- Un cutremur cu magnitudinea 6,5 pe scara Richter a zguduit Regiunea Noua Britanie, Papua Noua Guinee, pe 10 martie, la o adâncime de 22 km.
- Un cutremur cu magnitudinea 6,0 pe scara Richter a zguduit Insulele Sandwich de Sud, pe 19 martie, la o adâncime de 29 km.
- Un cutremur cu magnitudinea 6,0 pe scara Richter a zguduit Insulele Kurile, Rusia, pe 24 martie, la o adâncime de 10 km.
- Un cutremur cu magnitudinea 6,1 pe scara Richter a zguduit Vanuatu, pe 24 martie, la o adâncime de 10 km.
- Un cutremur cu magnitudinea 6,2 pe scara Richter a zguduit Guatemala, pe 25 martie, la o adâncime de 200 km.
- Un cutremur cu magnitudinea 6,0 pe scara Richter a zguduit Taiwan, pe 27 martie, la o adâncime de 21 km. Cel puțin o persoană a murit, iar alte 97 au fost rănite ca urmare a seismului.

### Aprilie
- Un cutremur cu magnitudinea 6,0 pe scara Richter a zguduit coasta de est a insulei Honshu, Japonia, pe 1 aprilie, la o adâncime de 5 km.
- Un cutremur cu magnitudinea 6,2 pe scara Richter a zguduit Ținutul Primorie, Rusia, pe 5 aprilie, la o adâncime de 551 km.
- Un cutremur cu magnitudinea 7,0 pe scara Richter a zguduit Provincia Papua, Indonezia, pe 6 aprilie, la o adâncime de 60 km. Trei persoane au fost ucise de alunecări de teren.
- Un cutremur cu magnitudinea 6,3 pe scara Richter a zguduit Provincia Būshehr, Iran, pe 9 aprilie, la o adâncime de 10 km. Potrivit autorităților, 40 de persoane au fost ucise și peste 1.100 rănite.
- Un cutremur cu magnitudinea 6,0 pe scara Richter a zguduit Insula Batan, Filipine, pe 10 aprilie, la o adâncime de 30 km.
- Un cutremur cu magnitudinea 5,8 pe scara Richter a zguduit insula Awaji, Japonia, pe 13 aprilie, la o adâncime de 10 km. Cel puțin 22 de persoane au fost rănite, șapte dintre ele grav.
- Un cutremur cu magnitudinea 6,0 pe scara Richter a zguduit Vanuatu, pe 13 aprilie, la o adâncime de 268 km.
- Un cutremur cu magnitudinea 6,5 pe scara Richter a zguduit Regiunea Autonomă Bougainville, Papua Noua Guinee, pe 14 aprilie, la o adâncime de 48 km.
- Un cutremur cu magnitudinea 4,5 pe scara Richter a zguduit Statul Assam, India, pe 16 aprilie, la o adâncime de 40 km. O fată a fost ucisă, iar alte trei persoane rănite de o alunecare de teren.
- Un cutremur cu magnitudinea 7,8 pe scara Richter a zguduit Provincia Sistan-Baluchestan, Iran, pe 16 aprilie, la o adâncime de 87 km. Potrivit Societății Semiluna Roșie din Iran, 36 de oameni au fost uciși și aproximativ 150 răniți.
- Un cutremur cu magnitudinea 6,6 pe scara Richter a zguduit coasta de nord a insulei Noua Guinee, pe 16 aprilie, la o adâncime de 10 km.
- Un cutremur cu magnitudinea 7,2 pe scara Richter a zguduit Insulele Kurile, Rusia, pe 19 aprilie, la o adâncime de 100 km.
- Un cutremur cu magnitudinea 6,1 pe scara Richter a zguduit Insulele Kurile, Rusia, pe 19 aprilie, la o adâncime de 10 km.
- Un cutremur cu magnitudinea 6,6 pe scara Richter a zguduit vestul provinciei Sichuan, China, pe 20 aprilie, la o adâncime de 20 km. 196 de oameni au fost declarați morți, 21 dispăruți, cu peste 15.554 de răniți, conform rapoartelor oficiale, și mai multe localități au suferit daune majore.
- Un cutremur cu magnitudinea 6,0 pe scara Richter a zguduit Insulele Kurile, Rusia, pe 20 aprilie, la o adâncime de 60 km.
- Un cutremur cu magnitudinea 6,2 pe scara Richter a zguduit Insulele Izu, Japonia, pe 21 aprilie, la o adâncime de 435 km.
- Un cutremur cu magnitudinea 6,1 pe scara Richter a zguduit statul Michoacán, Mexic, pe 22 aprilie, la o adâncime de 70 km.
- Un cutremur cu magnitudinea 4,9 pe scara Richter a zguduit Provincia Mongolia Interioară, China, pe 22 aprilie, la o adâncime de 10 km. Două persoane au murit de atac de cord, iar alte 12 au fost rănite.
- Un cutremur cu magnitudinea 6,5 pe scara Richter a zguduit Provincia Noua Irlandă, Papua Noua Guinee, pe 23 aprilie, la o adâncime de 10 km.
- Un cutremur cu magnitudinea 5,5 pe scara Richter a zguduit Provincia Laghman, Afghanistan, pe 24 aprilie, la o adâncime de 60 km. Potrivit autorităților, 27 de persoane au murit și alte 150 au fost rănite în timpul cutremurului.
- Un cutremur cu magnitudinea 5,2 pe scara Richter a zguduit Provincia Sichuan, China, pe 25 aprilie, la o adâncime de 15 km. Potrivit presei chineze, o fată de 14 ani a fost ucisă în timpul evacuării unei școli, iar alte 72 de persoane au fost rănite.
- Un cutremur cu magnitudinea 6,2 pe scara Richter a zguduit Insulele Kermadec, Noua Zeelandă, pe 26 aprilie, la o adâncime de 350 km.

### Mai
- Un cutremur cu magnitudinea 5,6 pe scara Richter a zguduit statul Jammu și Cașmir, India, pe 1 mai, la o adâncime de 40 km. Două persoane au fost ucise de alunecări de teren, iar alte 100 au fost rănite după ce școli și alte clădiri au fost avariate în districtele Kishtwar și Doda.
- Un cutremur cu magnitudinea 6,2 pe scara Richter a zguduit Provincia Hormozgan, Iran, pe 11 mai, la o adâncime de 30 km. Potrivit televiziunii de stat iraniene, un copil a fost ucis și cel puțin 20 de persoane au fost rănite în satele montane.
- Un cutremur cu magnitudinea 6,4 pe scara Richter a zguduit Tonga, pe 11 mai, la o adâncime de 200 km.
- Un cutremur cu magnitudinea 6,8 pe scara Richter a zguduit Regiunea Pagan, Insulele Mariane de Nord, pe 14 mai, la o adâncime de 605 km.
- Un cutremur cu magnitudinea 6,0 pe scara Richter a zguduit coasta de est a insulei Honshu, Japonia, pe 18 mai, la o adâncime de 43 km.
- Un cutremur cu magnitudinea 5,1 pe scara Richter a zguduit Provincia Béjaïa, Algeria, pe 19 mai, la o adâncime de 10 km. Potrivit agenției de știri APS, cinci persoane au fost rănite și câteva case avariate.
- Un cutremur cu magnitudinea 6,5 pe scara Richter a zguduit zona de coastă a regiunii Aysén, Chile, pe 20 mai, la o adâncime de 10 km.
- Un cutremur cu magnitudinea 6,0 pe scara Richter a zguduit coasta de est a peninsulei Kamceatka, Rusia, pe 21 mai, la o adâncime de 10 km.
- Un cutremur cu magnitudinea 6,1 pe scara Richter a zguduit coasta de est a peninsulei Kamceatka, Rusia, pe 21 mai, la o adâncime de 30 km.
- Un cutremur cu magnitudinea 7,4 pe scara Richter a zguduit Tonga, pe 23 mai, la o adâncime de 155 km.
- Un cutremur cu magnitudinea 6,3 pe scara Richter a zguduit Tonga, pe 23 mai, la o adâncime de 137 km.
- Un cutremur cu magnitudinea 8,3 pe scara Richter a zguduit Marea Ohotsk, pe 24 mai, la o adâncime de 598 km. Cutremurul a fost resimțit la o distanță de 6.400 km, în Moscova.
- Un cutremur cu magnitudinea 6,0 pe scara Richter a zguduit Tonga, pe 24 mai, la o adâncime de 2 km.
- Un cutremur cu magnitudinea 6,7 pe scara Richter a zguduit Marea Ohotsk, pe 24 mai, la o adâncime de 628 km.

### Iunie
- Un cutremur cu magnitudinea 5,6 pe scara Richter a zguduit Insula Mindanao, Filipine, pe 1 iunie, la o adâncime de 30 km. Cel puțin 33 de persoane au fost rănite și mai mult de 140 de clădiri avariate. Cutremurul a fost urmat de mai multe replici. Cea mai puternică replică a fost înregistrată în seara zilei de 2 iunie, măsurând 5,5 pe scara Richter și rănind opt persoane.
- Un cutremur cu magnitudinea 6,2 pe scara Richter a zguduit Taiwanul, pe 2 iunie, la o adâncime de 20 km. Potrivit Agenției Naționale de Incendii din Taiwan, cinci persoane au murit, una este dată dispărută, iar alte 20 au fost grav rănite.
- Un cutremur cu magnitudinea 6,1 pe scara Richter a zguduit Insulele Santa Cruz, pe 5 iunie, la o adâncime de 60 km.
- Un cutremur cu magnitudinea 6,7 pe scara Richter a zguduit sudul insulei Java, Indonezia, pe 13 iunie, la o adâncime de 10 km.
- Un cutremur cu magnitudinea 6,1 pe scara Richter a zguduit sudul insulelor Kermadec, pe 15 iunie, la o adâncime de 211 km.
- Un cutremur cu magnitudinea 6,2 pe scara Richter a zguduit Insula Creta, Grecia, pe 15 iunie, la o adâncime de 10 km.
- Un cutremur cu magnitudinea 6,5 pe scara Richter a zguduit coasta departamentului Managua, Nicaragua, pe 15 iunie, la o adâncime de 52 km. Un bătrân de 81 de ani a suferit un atac de cord din cauza cutremurului și a murit. Alte șase persoane au fost rănite de dărâmături în cădere.
- Un cutremur cu magnitudinea 6,1 pe scara Richter a zguduit Statul Puebla, Mexic, pe 16 iunie, la o adâncime de 56 km.
- Un cutremur cu magnitudinea 5,3 pe scara Richter a zguduit Regiunea Toscana, Italia, pe 21 iunie, la o adâncime de 10 km. O persoană a fost rănită și mai multe clădiri avariate în zona Fivizzano–Carrara.
- Un cutremur cu magnitudinea 6,5 pe scara Richter a zguduit nordul Dorsalei Medio-Atlantice, pe 24 iunie, la o adâncime de 10 km.

### Iulie
- Un cutremur cu magnitudinea 6,1 pe scara Richter a zguduit nordul insulei Sumatra, Indonezia, pe 2 iulie, la o adâncime de 10 km. 42 de oameni au fost uciși, 6 sunt dați dispăruți, iar alți 4.617 au fost răniți. Mai mult de atât, 4.292 de case au fost avariate în Provincia Aceh.
- Un cutremur cu magnitudinea 6,0 pe scara Richter a zguduit Insulele Solomon, pe 4 iulie, la o adâncime de 68 km.
- Un cutremur cu magnitudinea 6,0 pe scara Richter a zguduit Insulele Mentawai, Indonezia, pe 6 iulie, la o adâncime de 30 km.
- Un cutremur cu magnitudinea 7,3 pe scara Richter a zguduit Provincia Noua Irlandă, Papua Noua Guinee, pe 7 iulie, la o adâncime de 388 km.
- Un cutremur cu magnitudinea 6,6 pe scara Richter a zguduit Provincia Noua Irlandă, Papua Noua Guinee, pe 7 iulie, la o adâncime de 80 km.
- Un cutremur cu magnitudinea 7,3 pe scara Richter a zguduit Insulele Sandwich de Sud, pe 15 iulie, la o adâncime de 24 km.
- Un cutremur cu magnitudinea 6,0 pe scara Richter a zguduit Regiunea Arequipa, Peru, pe 17 iulie, la o adâncime de 10 km. Cel puțin 111 case s-au prăbușit, iar alte 580 au fost avariate în zona Huambo.
- Un cutremur cu magnitudinea 4,9 pe scara Richter a zguduit Provincia Blida, Algeria, pe 17 iulie, la o adâncime de 10 km. Potrivit unui raport al Protecției Civile, 24 de persoane au fost rănite, iar 90% din casele din El Bordj și Hammam Melouane au fost avariate sau distruse.
- Un cutremur cu magnitudinea 6,6 pe scara Richter a zguduit Strâmtoarea Cook, Noua Zeelandă, pe 21 iulie, la o adâncime de 2 km. Patru persoane au fost rănite și mai multe case avariate în Wellington.
- Un cutremur cu magnitudinea 6,0 pe scara Richter a zguduit Provincia Gansu, China, pe 21 iulie, la o adâncime de 10 km. 95 de persoane au fost ucise, iar alte 2.395 rănite în Prefectura Dingxi. Potrivit guvernului provincial, mai mult de 1.200 de case s-au prăbușit, iar alte 21.000 au fost grav avariate.
- Un cutremur cu magnitudinea 6,3 pe scara Richter a zguduit Insulele Prințului Edward, pe 22 iulie, la o adâncime de 2 km.
- Un cutremur cu magnitudinea 6,0 pe scara Richter a zguduit sudul insulelor Fiji, pe 24 iulie, la o adâncime de 170 km.
- Un cutremur cu magnitudinea 6,1 pe scara Richter a zguduit Vanuatu, pe 26 iulie, la o adâncime de 132 km.
- Un cutremur cu magnitudinea 6,3 pe scara Richter a zguduit Insulele Sandwich de Sud, pe 26 iulie, la o adâncime de 80 km.

### August
- Un cutremur cu magnitudinea 6,0 pe scara Richter a zguduit Tonga, pe 1 august, la o adâncime de 30 km.
- Un cutremur cu magnitudinea 6,1 pe scara Richter a zguduit Insulele Babar, Indonezia, pe 12 august, la o adâncime de 110 km.
- Un cutremur cu magnitudinea 6,1 pe scara Richter a zguduit Insulele Kermadec, Noua Zeelandă, pe 12 august, la o adâncime de 348 km.
- Un cutremur cu magnitudinea 6,2 pe scara Richter a zguduit Regiunea Piura, Peru, pe 12 august, la o adâncime de 10 km.
- Un cutremur cu magnitudinea 6,6 pe scara Richter a zguduit sudul statului Panama, pe 13 august, la o adâncime de 2 km.
- Un cutremur cu magnitudinea 6,5 pe scara Richter a zguduit Strâmtoarea Cook, Noua Zeelandă, pe 16 august, la o adâncime de 2 km. În Wellington, serviciile de transport aerian și feroviar au fost suspendate, iar în Blenheim, două persoane au avut nevoie de îngrijiri medicale.
- Un cutremur cu magnitudinea 6,1 pe scara Richter a zguduit Dorsala Indiană de Sud-Vest, pe 17 august, la o adâncime de 10 km.
- Un cutremur cu magnitudinea 6,2 pe scara Richter a zguduit Statul Guerrero, Mexic, pe 21 august, la o adâncime de 30 km.
- Un cutremur cu magnitudinea 6,3 pe scara Richter a zguduit Insulele Kermadec, Noua Zeelandă, pe 28 august, la o adâncime de 492 km.
- Un cutremur cu magnitudinea 5,0 pe scara Richter a zguduit vestul provinciei Xizang, China, pe 30 august, la o adâncime de 10 km. Trei persoane au murit, iar alte 44 au fost rănite ca urmare a alunecărilor de teren generate de cutremur.
- Un cutremur cu magnitudinea 6,9 pe scara Richter a zguduit Insulele Andreanof, Statele Unite, pe 30 august, la o adâncime de 10 km.

### Septembrie
- Un cutremur cu magnitudinea 6,5 pe scara Richter a zguduit Insulele Barat Daya, Indonezia, pe 1 septembrie, la o adâncime de 138 km.
- Un cutremur cu magnitudinea 6,1 pe scara Richter a zguduit Insulele Kermadec, Noua Zeelandă, pe 1 septembrie, la o adâncime de 10 km.
- Un cutremur cu magnitudinea 6,1 pe scara Richter a zguduit Insulele Reginei Charlotte, Canada, pe 3 septembrie, la o adâncime de 2 km.
- Un cutremur cu magnitudinea 6,5 pe scara Richter a zguduit Insulele Izu, Japonia, pe 4 septembrie, la o adâncime de 419 km.
- Un cutremur cu magnitudinea 6,0 pe scara Richter a zguduit Insulele Reginei Charlotte, Canada, pe 4 septembrie, la o adâncime de 10 km.
- Un cutremur cu magnitudinea 6,4 pe scara Richter a zguduit Insulele Andreanof, Alaska, pe 4 septembrie, la o adâncime de 10 km.
- Un cutremur cu magnitudinea 6,5 pe scara Richter a zguduit Guatemala, pe 7 septembrie, la o adâncime de 67 km. O adolescentă grav rănită a murit o săptămână mai târziu într-un spital local, iar alte 52 de persoane au fost tratate pentru răni ușoare. Conform estimărilor, peste 750 de case au fost distruse sau avariate.
- Un cutremur cu magnitudinea 6,1 pe scara Richter a zguduit partea centrală a Dorsalei Pacificului de Est, pe 11 septembrie, la o adâncime de 13 km.
- Un cutremur cu magnitudinea 6,0 pe scara Richter a zguduit Insulele Andreanof, Alaska, pe 14 septembrie, la o adâncime de 10 km.
- Un cutremur cu magnitudinea 6,2 pe scara Richter a zguduit Insulele Andreanof, Alaska, pe 15 septembrie, la o adâncime de 30 km.
- Un cutremur cu magnitudinea 6,1 pe scara Richter a zguduit Marea Flores, pe 21 septembrie, la o adâncime de 551 km.
- Un cutremur cu magnitudinea 7,7 pe scara Richter a zguduit Regiunea Balochistan, Pakistan, pe 24 septembrie, la o adâncime de 20 km. 825 persoane și-au pierdut viața, iar alte 700 au fost rănite. Cutremurul a fost așa puternic încât o mică insulă (Zalzala Jazeera) s-a format în Marea Arabiei, la 600 m de coasta portului Gwadar.
- Un cutremur cu magnitudinea 6,0 pe scara Richter a zguduit partea sudică a Dorsalei Pacificului de Est, pe 25 septembrie, la o adâncime de 10 km.
- Un cutremur cu magnitudinea 7,0 pe scara Richter a zguduit Regiunea Arequipa, Peru, pe 25 septembrie, la o adâncime de 40 km. 29 de persoane au fost rănite și peste 200 de case grav avariate.
- Un cutremur cu magnitudinea 6,8 pe scara Richter a zguduit Regiunea Balochistan, Pakistan, pe 28 septembrie, la o adâncime de 20 km.
- Un cutremur cu magnitudinea 6,4 pe scara Richter a zguduit Insulele Kermadec, Noua Zeelandă, pe 30 septembrie, la o adâncime de 40 km.

### Octombrie
- Un cutremur cu magnitudinea 6,7 pe scara Richter a zguduit Marea Ohotsk, pe 1 octombrie, la o adâncime de 570 km.
- Un cutremur cu magnitudinea 6,4 pe scara Richter a zguduit Insula Amsterdam, pe 4 octombrie, la o adâncime de 33 km.
- Un cutremur cu magnitudinea 6,0 pe scara Richter a zguduit Insulele Mariane, pe 6 octombrie, la o adâncime de 127 km.
- Un cutremur cu magnitudinea 6,2 pe scara Richter a zguduit partea de vest a Dorsalei Chile, pe 6 octombrie, la o adâncime de 10 km.
- Un cutremur cu magnitudinea 6,2 pe scara Richter a zguduit Insulele Kermadec, Noua Zeelandă, pe 11 octombrie, la o adâncime de 132 km.
- Un cutremur cu magnitudinea 6,0 pe scara Richter a zguduit Statul Sucre, Venezuela, pe 12 octombrie, la o adâncime de 66 km.
- Un cutremur cu magnitudinea 6,4 pe scara Richter a zguduit coasta Insulei Creta, Grecia, pe 12 octombrie, la o adâncime de 47 km.
- Un cutremur cu magnitudinea 7,1 pe scara Richter a zguduit Insula Bohol, Filipine, pe 15 octombrie, la o adâncime de 7 km. Conform bilanțului oficial, 222 de persoane și-au pierdut viața, 8 sunt date dispărute, iar alte 976 au fost rănite pe insulele Bohol, Cebu și Siquijor.
- Un cutremur cu magnitudinea 6,8 pe scara Richter a zguduit Regiunea Bougainville, Papua Noua Guinee, pe 16 octombrie, la o adâncime de 50 km.
- Un cutremur cu magnitudinea 6,5 pe scara Richter a zguduit Golful California, pe 19 octombrie, la o adâncime de 10 km.
- Un cutremur cu magnitudinea 5,2 pe scara Richter a zguduit nordul insulei Sumatra, Indonezia, pe 22 octombrie, la o adâncime de 40 km. Un sătean a fost ucis, iar alți doi răniți.
- Un cutremur cu magnitudinea 6,7 pe scara Richter a zguduit estul Insulelor Sandwich de Sud, pe 24 octombrie, la o adâncime de 20 km.
- Un cutremur cu magnitudinea 7,1 pe scara Richter a zguduit coasta de est a insulei Honshu, Japonia, pe 25 octombrie, la o adâncime de 10 km.
- Un cutremur cu magnitudinea 6,3 pe scara Richter a zguduit Regiunea Maule, Chile, pe 30 octombrie, la o adâncime de 20 km.
- Un cutremur cu magnitudinea 6,3 pe scara Richter a zguduit Taiwanul, pe 31 octombrie, la o adâncime de 10 km.
- Un cutremur cu magnitudinea 6,5 pe scara Richter a zguduit Regiunea Coquimbo, Chile, pe 31 octombrie, la o adâncime de 10 km.

### Noiembrie
- Un cutremur cu magnitudinea 6,0 pe scara Richter a zguduit Insula Paștelui, Chile, pe 2 noiembrie, la o adâncime de 10 km.
- Un cutremur cu magnitudinea 6,2 pe scara Richter a zguduit Tonga, pe 2 noiembrie, la o adâncime de 2 km.
- Un cutremur cu magnitudinea 6,6 pe scara Richter a zguduit Peninsula Kamceatka, Rusia, pe 12 noiembrie, la o adâncime de 45 km.
- Un cutremur cu magnitudinea 6,1 pe scara Richter a zguduit Marea Scoției, Antarctica, pe 13 noiembrie, la o adâncime de 10 km.
- Un cutremur cu magnitudinea 6,9 pe scara Richter a zguduit Marea Scoției, Antarctica, pe 16 noiembrie, la o adâncime de 30 km.
- Un cutremur cu magnitudinea 7,7 pe scara Richter a zguduit Marea Scoției, Antarctica, pe 17 noiembrie, la o adâncime de 10 km.
- Un cutremur cu magnitudinea 6,1 pe scara Richter a zguduit Insula Halmahera, Indonezia, pe 19 noiembrie, la o adâncime de 66 km.
- Un cutremur cu magnitudinea 6,0 pe scara Richter a zguduit Insulele Yap, Micronezia, pe 19 noiembrie, la o adâncime de 10 km.
- Un cutremur cu magnitudinea 6,0 pe scara Richter a zguduit Insula Pagan, pe 19 noiembrie, la o adâncime de 498 km.
- Un cutremur cu magnitudinea 6,5 pe scara Richter a zguduit Fiji, pe 23 noiembrie, la o adâncime de 368 km.
- Un cutremur cu magnitudinea 6,9 pe scara Richter a zguduit Insulele Falkland, pe 25 noiembrie, la o adâncime de 2 km.
- Un cutremur cu magnitudinea 6,0 pe scara Richter a zguduit sudul Oceanului Atlantic, pe 25 noiembrie, la o adâncime de 10 km.
- Un cutremur cu magnitudinea 5,6 pe scara Richter a zguduit Provincia Bushehr, Iran, pe 28 noiembrie, la o adâncime de 10 km. Șapte persoane și-au pierdut viața, iar alte 195 au fost rănite în regiunea Borazjan.

### Decembrie
- Un cutremur cu magnitudinea 6,5 pe scara Richter a zguduit Insulele Barat Daya, Indonezia, pe 1 decembrie, la o adâncime de 10 km.
- Un cutremur cu magnitudinea 6,0 pe scara Richter a zguduit Insula Simeulue, Indonezia, pe 1 decembrie, la o adâncime de 20 km.
- Un cutremur cu magnitudinea 6,1 pe scara Richter a zguduit Insulele Kurile, Rusia, pe 8 decembrie, la o adâncime de 25 km.
- Un cutremur cu magnitudinea 6,3 pe scara Richter a zguduit Insulele Mariane, pe 17 decembrie, la o adâncime de 10 km.

## Imagini

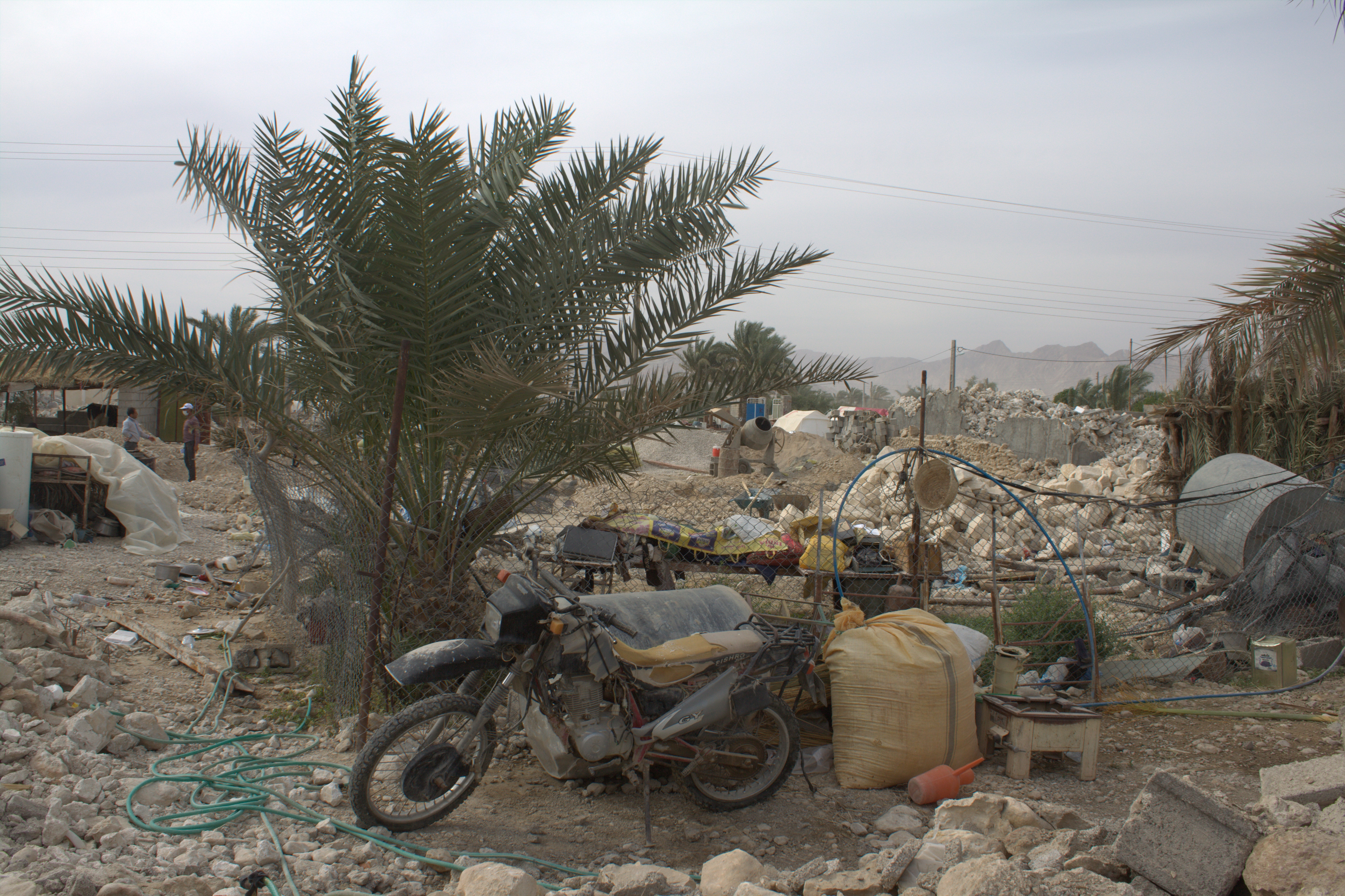
Bushehr, Iran (6,3, 9 aprilie)
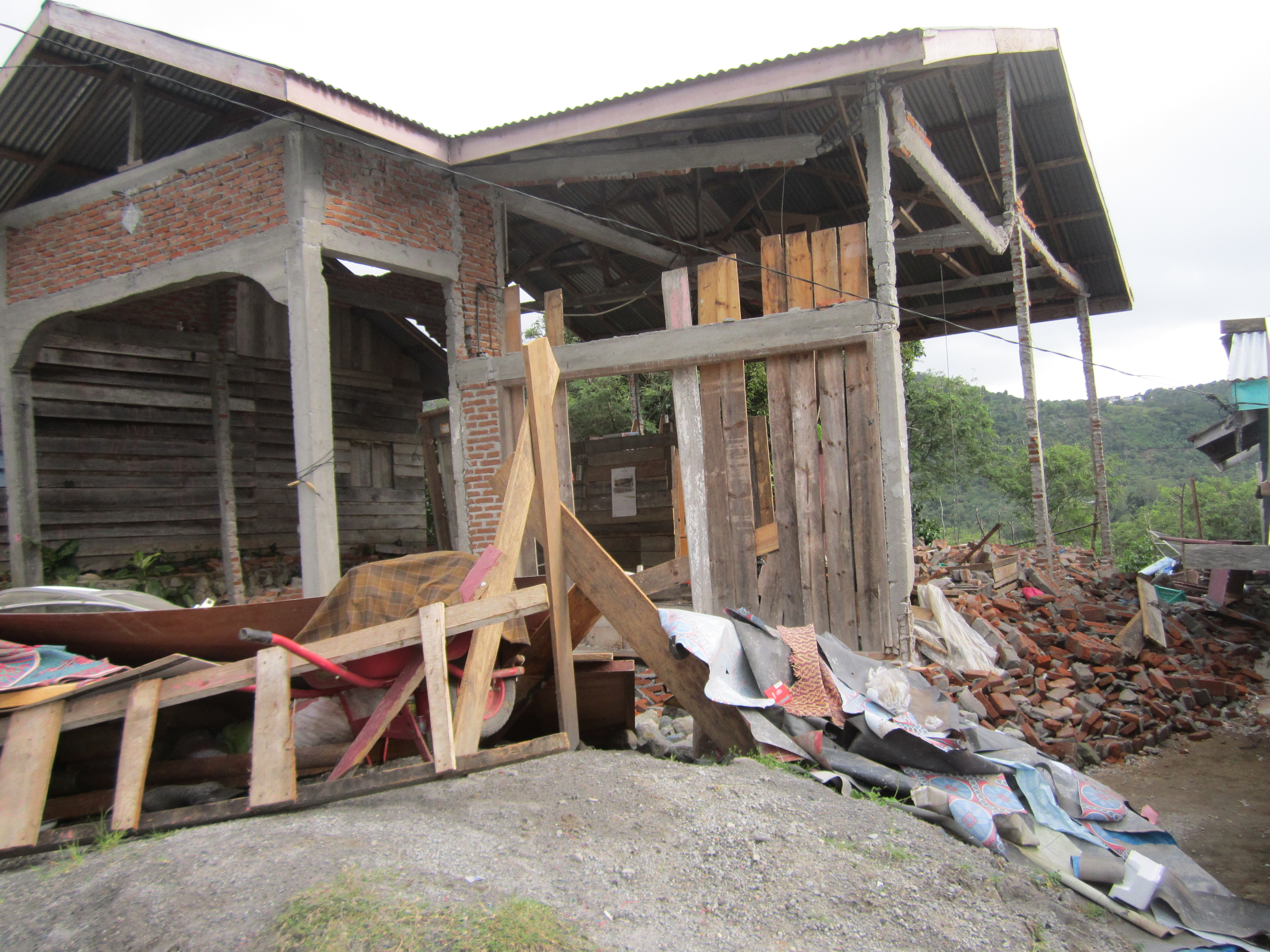
Aceh, Indonezia (6,2, 2 iulie)
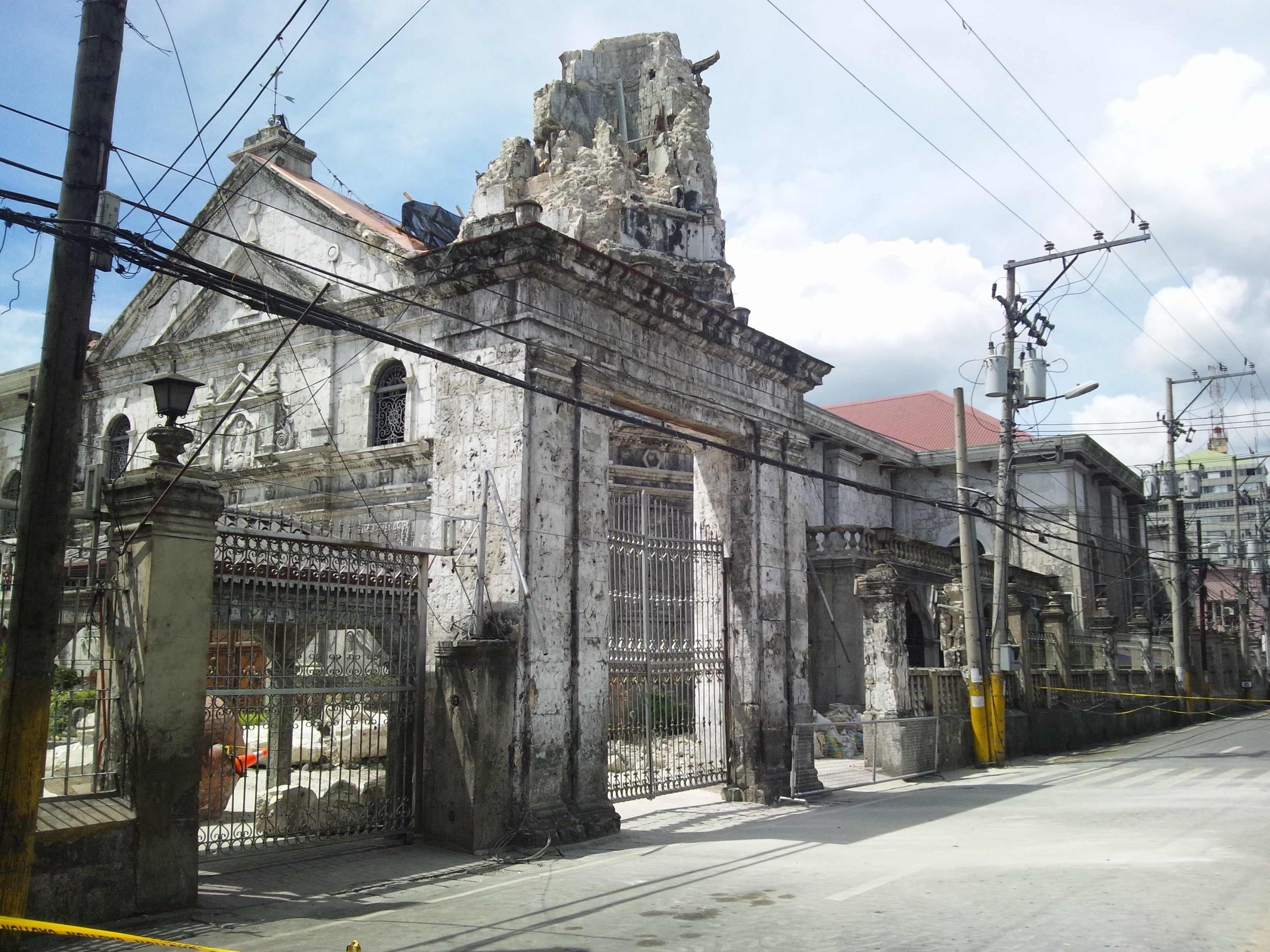
Bohol, Filipine (7,2, 15 octombrie)